# Gonçalo Argote de Molina
Gonçalo Argote de Molina (Gonzalo Argote de Molina) (Sevilha, 1548 —- Las Palmas de Gran Canaria, 20 de Outubro de 1596) foi um militar, poeta, historiador, filólogo, antiquário, heraldista e genealogista espanhol.

## Percurso
Em 1564 participou na conquista do Ilhote de Vélez de la Gomera. No ano seguinte, com dezasseis anos, obteve o cargo de alferes-mor da milícia de Andaluzia. Em 1569 combateu contra os mouros durante a rebelião das Alpujarras. Foi nomeado provincial e juiz executor da Santa Irmandade de Sevilha no ano 1578, sucedendo a Diego Fernández de Andrada, embora tivesse de esperar dois anos de litígios até tomar posse. Obteria também a dignidade de vinte e quatro de Sevilha e os títulos de senhor da Torre de Gil de Olid, da Torre de Dom Jofre e de Daganzuelo.
Partiu para as Ilhas Canárias em 1586 para casar-se em Lanzarote com Constança, filha do primeiro marquês de Lanzarote, Agustín de Herrera e Rojas. Nesta ilha mandou construir em 1588 o convento franciscano de Teguise, do qual apenas sobreviveu a igreja, dedicada a Nossa Senhora de Miraflores.
Defendeu Lanzarote do ataque argelino de Morato Arrais em 1586, o qual capturou a sua esposa e o seu sogro, que tiveram de ser resgatados por Argote, mediante o pagamento de uma avultada quantidade de dinheiro, e participou na defesa da ilha de Gran Canária contra o corsário Francis Drake em 1595.
Possuía uma grande colecção de antiguidades (retratos, armas, moedas, animais dissecados, pedras e livros antigos), como relata Francisco Pacheco:

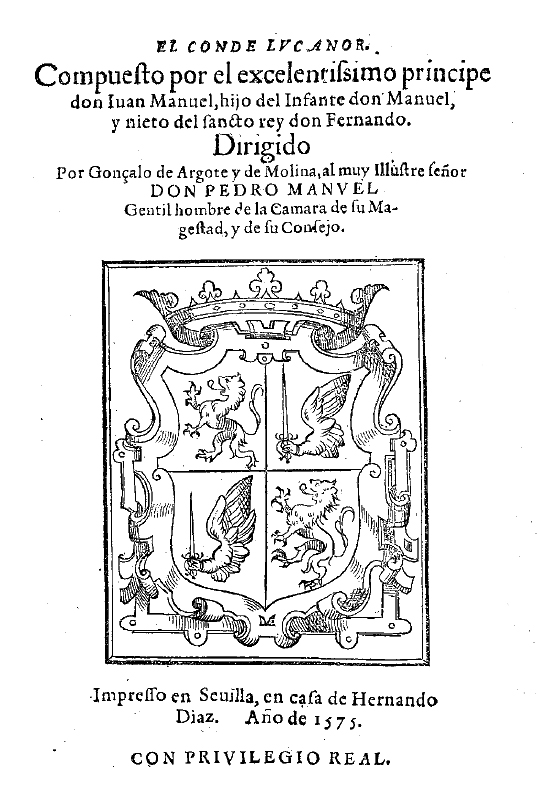
Portada de sua edição de 1575 de El conde Lucanor, que incluía vocabulário e um estudo introdutório, e um ensaio sobre a poesia espanhola.

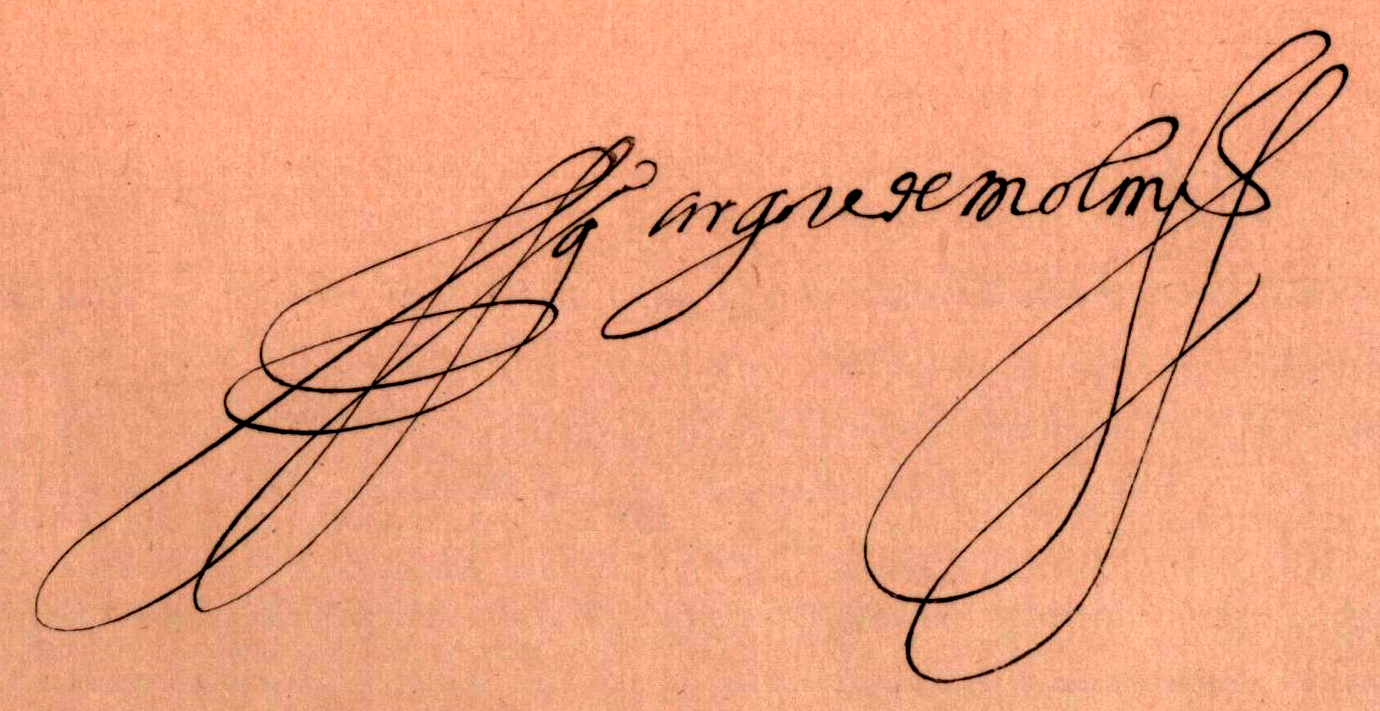
Assinatura de Gonçalo Argote de Molina reproduzida em Manuel Muñoz e Garnica (ed. lit.), Nobreza de Andaluzia, Jaén, Francisco López Vizcaíno, 1866, pág. V.

O seu afã de coleccionador de arte converteu a sua casa num importante museu, a tal ponto que recebeu a visita do rei Felipe II em 1570. Gonçalo Argote foi um perito em todo o tipo de arte, como demonstra a sua interessante descrição das pinturas do Palácio Real d'O Pardo, e as frequentes informações dispersas nas suas obras sobre monumentos, livros e artistas. Foi mecenas de Alonso Sánchez Coello, ao qual encomendou quinze quadros com os quais recheou a sua casa-museu, além de outros pintores como Matteo Perez d'Aleccio, a quem contratou em 1584 por cinco anos para que pintasse obras para si. Para ilustrar sua Nobreza de Andaluzia elegeu a Juan de Arfe, autor da custódia da catedral de Sevilha, a quem também se devem provavelmente as gravuras de sua edição do Livro de la montería, de Afonso XI de Castela, embora muito melhoradas por Argote de Molina. Também é notável a sua «Descrição do bosque e casa real do Pardo», no final do «Discurso sobre o Livro de la montería» que incluiu na dita edição, não só porque quase tudo o que ali é descrito foi destruido pelo fogo em 1604 (obras de Ticiano, Jerónimo Bosch, Sánchez Coello, António Mouro), mas também porque a sua prosa atinge nesta descrição o seu mais alto nível.
Relacionou-se com figuras do humanismo como Juan de Mal Lara, Jerónimo de Chaves ou Benito Arias Montano; com poetas (Luis Barahona de Soto), dramaturgos (Juan de la Cueva), pintores (Francisco Pacheco) e historiadores, como Ambrosio de Morais, entre os que destaca sua correspondência com Jerónimo Zurita —Argote encarregou-se de vender em Sevilha os Anales de la Corona de Aragón de um desconhecido  aragonês, do qual tomou o método de consultar directamente arquivos e documentos, e citar nas suas obras as fontes de onde toma os dados.
Na sua valiosíssima biblioteca tinha livros de concílios visigodos, o Fuero Juzgo, a Crónica do Mouro Rasis, o Chronicon mundi de Lucas de Tuy, De rebus Hispaniae de Jiménez de Rada, crónicas dos reis de Castilla até os Reis Católicos, a história de Sevilha de Peraza, a Viagem de Pedro Tafur, o Livro del paso honroso de Suero de Quiñones e muitos documentos obtidos de bibliotecas e arquivos como o de Simancas ou o do Escorial.
Também arrecadou alguns códices de obras literárias medievais dos que não se conserva mais notícia que a que ele brindou, entre eles um manuscrito perdido do Libro de buen amor de Juan Ruiz e outro do Poema de Fernán González, além do que serviu de base a sua edição de El conde Lucanor de Dom Juan Manuel. Tinha manuscritos de Alfonso XI de Castilla (Livro de la montería) e Ruy González de Clavijo (Embaixada a Tamorlán). Possuiu também instâncias de poesia medieval: as Cantigas de Santa María de Afonso X o Sabio, o Cancionero de Baena, as Coplas do ai panadera! e um cancionero do Marqués de Santillana.

## Obra

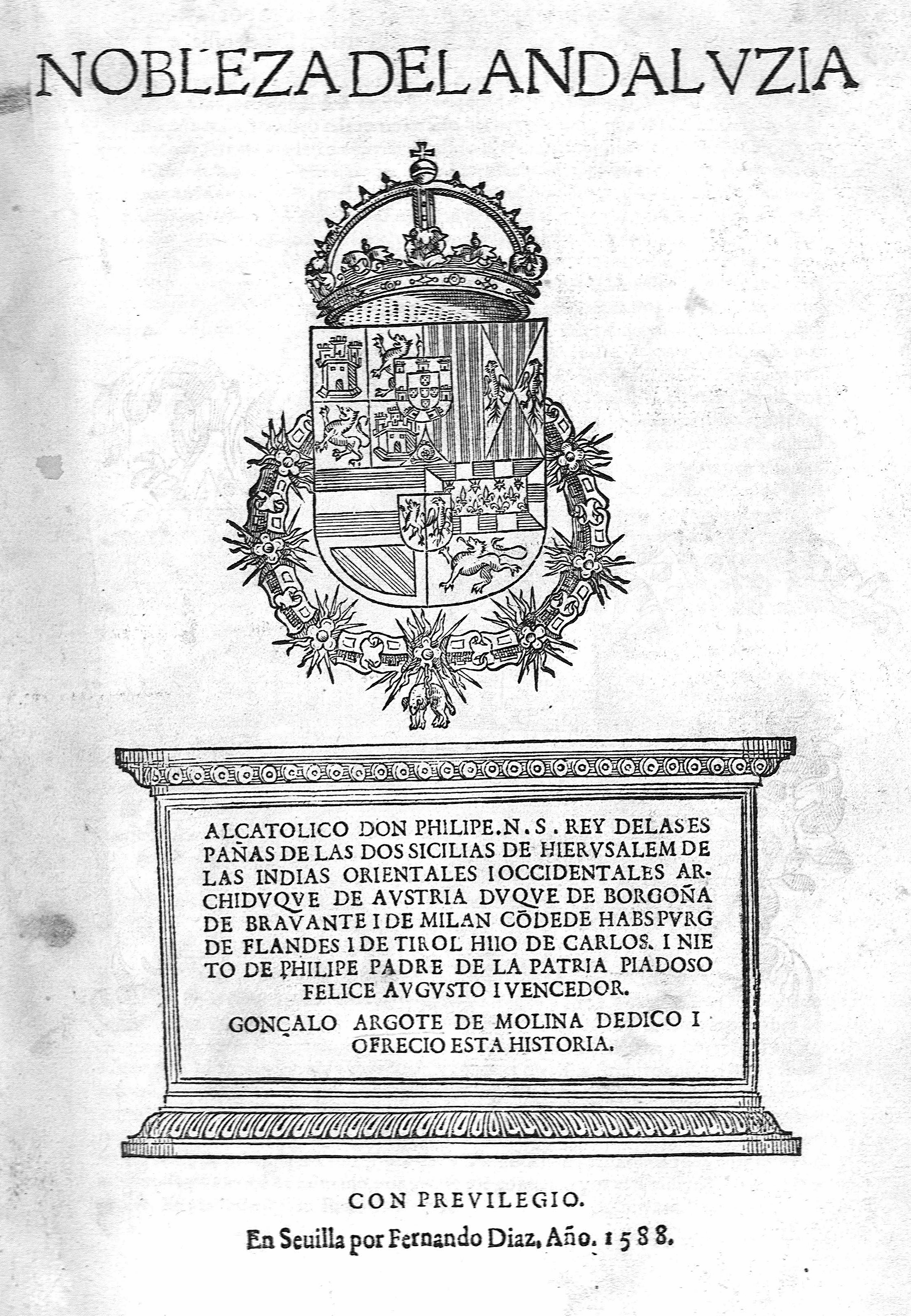
Portada da Nobreza de Andaluzia (Sevilla, Fernando Díaz, 1588), obra cimeira de Gonçalo Argote de Molina.

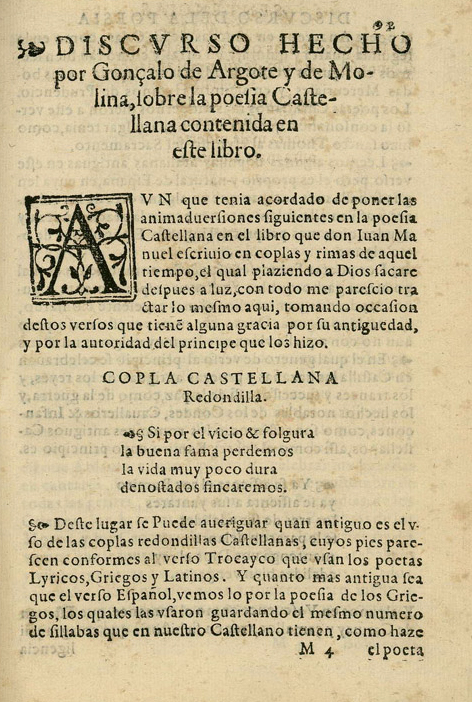
Incipit do «Discurso sobre a poesia castelhana», fol. 92 r. de sua edição de El conde Lucanor, Sevilla, Hernando Díaz, 1575.

Foi também autor de várias composições poéticas, coligidas em volumes miscelâneos. Deve-se-lhe um Discurso sobre a poesia castelhana (1575), incluído em sua edição de El conde Lucanor, bem como um apêndice a este, o Discurso da língua antiga castelhana, que inclui uma lista de 239 vocábulos antigos empregados por dom Juan Manuel; efectivamente, Gonçalo Argote de Molina sentiu algumas preocupações filológicas que lhe fizeram ser especialmente respeitoso com a língua dos textos que editava. Este Discurso é uma brevíssima história da poesia espanhola que recorda a Carta Proemio do Marquês de Santillana, revalorizando com isso a poesia medieval.
É autor ainda do repertório nobiliário Nobreza de Andaluzia (no original Nobreza del Andalvzia, Sevilla, 1588), cujo eixo é o relato genealógico de mais de quinhentas linhagens nobiliárquicas (como s da Casa de Lara) , contendo ainda diversas informações históricas e literárias. Entre as primeiras destaca-se a descrição da batalha de Navas de Tolosa, e das segundas cabe citar a inclusão da lenda dos sete infantes de Lara, a Cantar de Mio Cid, a recreação do milagre da Virgem da defesa do castelo de Chincoya extraída das Cantigas de Santa María de Afonso X o Sabio, fragmentos do Poema de Alfonso Onceno, lírica cancioneril ou romances. A aprovação de Jerónimo Zurita resume o valor desta obra:
Escreveu algumas obras não publicadas como Repartimiento de Sevilla y elogio de sus conquistadores, uns apontamentos destinados a escrever uma história de Sevilla (Aparato para la historia de Sevilla) e a História de Baeza, desaparecida, de clara vocação genealogista. Do mesmo modo, começou uma História das ilhas Canárias, começada para 1590 e que deixou inacabada à data da sua morte. No entanto, corresponde ao texto da História da conquista das sete ilhas de Grã Canaria, apócrifo assinado e datado por um inexistente frei Juan de Abréu Galindo em 1632, pseudónimo e data falsos que ocultam um copista anónimo que editou na década de 1630 a história de Canárias de Argote de Molina.

Publicou algumas poesias e considera-se adscrito à escola do humanismo sevilhano, como Francisco de Herrera ou Gutierre de Cetina; ainda que a sua produção poética seja escassa e de interesse mediano, destaca-se por sua erudição, e peca por usar um tom algo declamatório. Consta de um soneto publicado no Tratado da caballería da gineta de Pedro de Aguilar (Sevilla, 1572) e vários «Elogios» ao autor deste tratado, ao doutor Monardes, a seus maestros Jerónimo de Chaves (matemáticas) e Ambrosio de Morais (história), ao rei Fernando III de Castilla e a Afonso X o Sábio.
Quanto à sua tarefa como editor literário, foi o primeiro filólogo que tratou de publicar várias obras mestras da literatura medieval espanhola, como o Livro de la montería de Afonso XI, a História del gran Tamorlán de Ruy González de Clavijo (ambos em Sevilla, Pescioni, 1582) e, através de uma versão hoje perdida, El conde Lucanor (Sevilla, Hernando Díaz, 1575). Esta edição foi especialmente influente, e há indícios de que tenha sido aproveitada frutuosamente nas obras de Cervantes, Lope de Vega, Tirso de Molina, Baltasar Gracián e Pedro Calderón da Barca.

## Edições

### Obras originais
- Gonzalo Argote de Molina, Nobleza de Andaluzia, Manuel Muñoz e Garnica (ed. lit.) Jaén, Francisco López Vizcaino, 1866. Nova edição ilustrada com gravados a partir da ed. de Sevilla, Fernando Díaz, 1588. Digitalização da universidade de Sevilla
- — «Discurso sobre a poesia castelhana», fols. 92r-97v de seu ed. de Dom Juan Manuel, O conde Lucanor, Sevilla, Hernando Díaz, 1575.

### Edições literárias
- Dom Juan Manuel, El conde Lucanor, Gonzalo Argote de Molina (ed. lit.), Sevilla, Hernando Díaz, 1575.
- Alfonso XI, Livro de la montería, Gonzalo Argote de Molina (ed. lit. e adições), Sevilla, Andrea Pescioni, 1582. Digitalização da universidade de Sevilla.
- Ruy González de Clavijo, História del gran Tamerlán [=Embaixada a Tamorlán], Gonzalo Argote de Molina (ed. lit.), Sevilla, Andrea Pescioni, 1582.